# Bengt Åberg (motocrossförare)
Bengt Edvin Åberg, född 26 juni 1944 i Gävleborgs län, död 6 mars 2021 i Bollnäs, var en svensk världsmästare i motocrossens 500cc-klass 1969 och 1970. Båda gångerna vann han på en motorcykel av märket Husqvarna. Åberg blev även svensk mästare i isracing så sent som 1995. Han tävlade då för Bollnäs MK. Åberg är begravd på Bollnäs kyrkogård.